# AsianDynasty Records
AsianDynasty Records(アジアンダイナスティ・レコーズ)は、日本のレコードレーベル。主にテクノ、インダストリアルに分類される曲をリリースしている。
2004年にToshihiro Komineにより設立。英国のクラブ系ディストリビューター・Pure Plastic Distributionと契約し、アナログ盤EP「V.A / Perfect Strangers」をリリース。設立当初はアナログ盤によるDJ向けハードテクノに特化したリリースが中心だったが、2006年より音楽配信に特化したタイトルを多くリリースし、ハードテクノからエレクトロまで広義のテクノ作品を扱う。2008年にはTM NETWORK公認トリビュートCDアルバムのリリース、2010年よりM3等の同人誌即売会に特化したハードテクノ作品もリリースしている。

## 主要アーティスト
- Kei Kohara
- Junichi Watanabe
- Takaaki Itoh
- Kuniaki Takenaga
- Grok
- Glidelator
- portable
- Jin Hiyama
- Go Hiyama

## サブレーベル
テックハウスやボーカロイドに特化したPLUS ADが存在する。主にこうはらPがリリースしている。